# Tepa (Ghana)
Pour les articles homonymes, voir Tepa.
Tepa est une ville du Ghana, et la capitale du district d’Ahafo Ano nord dans la région Ashanti.